# Louis Le Peletier de Rosambo
Pour les autres membres de la famille, voir Famille Le Peletier.
Louis V Le Peletier, marquis de Rosanbo est un aristocrate français, né en 1747 à Paris, ville où il est guillotiné le 1er floréal an II (20 avril 1794).

## Biographie

### Origine
Louis V Le Peletier de Rosambo est le fils ainé de Louis IV Le Peletier de Rosambo et de son épouse Marie Claire de Mesgrigny d'Aunay.

### Carrière
Descendant d'une grande famille de la noblesse de robe de Paris (Prévôt des marchands de Paris, premier président du Parlement de Paris…), Louis le Pelletier de Rosanbo, fut président à mortier au parlement de Paris (12 novembre 1765).
Franc-maçon, il fut présent comme visiteur à l'allumage des feux de la loge parisienne "La Candeur" le 22 octobre 1775.

### Vie privée
Marié à Antoinette de Lamoignon de Malesherbes, il fut guillotiné à Paris le 1er floréal an II (20 avril 1794), deux jours avant son épouse et son beau-père Chrétien Guillaume de Lamoignon de Malesherbes, défenseur de Louis XVI. Il eut quatre enfants : 
- Aline (1771-1794), l'aînée, guillotinée deux jours après son père, mariée à Jean-Baptiste de Chateaubriand, guillotiné le même jour, frère aîné de François-René de Chateaubriand,
- Louise (1772-1836), épouse d'Hervé Clérel de Tocqueville, mère d’Alexis de Tocqueville,
- Suzanne-Guillemette (1773-1800), épouse de son parent Charles-Louis-Marie Le Pelletier d'Aunay (1773-1850),
- Louis Le Peletier de Rosanbo  (1777-1856), qui fut pair de France sous la Restauration.